# Alfer-Verfahren
Das Alfer-Verfahren bezeichnet eine Technik, bei der eine Aluminium-Legierung („Al“) um aus Eisen (lateinisch ferrum → „Fer“) gefertigte Teile herumgegossen wird. Es wird unter anderem bei der Herstellung von Grauguss-Laufflächenbuchsen für Zylinder von Hubkolbenmotoren angewendet.

## Quelle
- Meyers Neues Lexikon in acht Bänden. VEB Bibliographisches Institut Leipzig, 1964/65; Band 1, Seite 165